# Federazione di rugby a 15 di Niue
Niue Rugby Football Union è l'organismo di governo del rugby a 15 alle Niue.